# Leif Wivelsted
Leif Wivelsted (født 8. maj 1948) er radiovært i DR[kilde mangler]. Han er blandt andet kendt fra P4 som vært for Dansktoppen, der nu udelukkende sendes på net og DAB-radio. 
Han lægger stemme til computeren Mysterio i Ramasjang Mysteriet med Kristian Gintberg som vært.